# La crucifixión de San Andrés
La Crucifixión de San Andrés (1607) es una pintura del maestro barroco italiano Caravaggio. Está en la colección del Museo de Arte de Cleveland, que lo adquirió de la colección Arnaiz en Madrid en 1976, habiendo sido llevado a España en 1610 por el V duque de Benavente, virrey español de Nápoles.
El incidente representado, el martirio de San Andrés se suponía que tuvo lugar en Patras, Grecia. Se dice que el santo, atado a la cruz con cuerdas, sobrevivió dos días, predicando a la multitud y finalmente convirtiéndolos para exigir su liberación. Cuando el Procónsul romano Aegeas, representado en la parte inferior derecha, ordenó que fuera derribado, sus hombres fueron golpeados por una parálisis milagrosa, en respuesta a la oración del santo de que se le permitiera someterse al martirio.
Desde el siglo XVII se mostró a Andrés el Apóstol en una cruz diagonal, pero Caravaggio se habría visto influenciado por la creencia del siglo XVI de que fue crucificado en una cruz latina normal.

## Historia
El 11 de julio de 1610 Juan Alonso Pimentel de Herrera, quinto duque de Benavente, se fue de Nápoles a España después de haber servido como virrey de esa ciudad durante siete años, con él tomó una pintura que Giovanni Pietro Bellori describió como "la Crocifissione di Santo Andrea". La pintura se instaló en el palacio de la familia en Valladolid donde se valoró en 1653 con 1,500 ducados, con mucho la pintura de mayor valor en la colección familiar. La ocasión para la evaluación llegó con la muerte del 7 duque de Benavente en diciembre de 1652.
El tasador fue Diego Valentín Díaz quien describió la obra como "una gran pintura de un desnudo San Andrés cuando lo ponen en la cruz con tres verdugos y una mujer, con un marco de ébano" y se atribuye a "micael angel caraballo". Esta pintura casi seguramente fue encargada por el virrey quien se dedicó especialmente a San Andrés y jugó un papel en la renovación de la cripta de San Andrés en la Catedral de Amalfi.
Se cree que la pintura de Valladolid es la misma que la presente, adquirida por el Museo de Arte de Cleveland en 1976. Hay otras tres versiones de la composición: una (198 x 147,5 cm) anteriormente parte de la colección Back-Vega, Viena, y ahora parte de la Colección Spier, Londres, atribuida a Caravaggio entre 1954-1973 por algunos historiadores del arte como Giuseppe Fiocco, Hermann Voss y Antonio Morassi y considerada una copia (realizada por Louis Finson) por otros, especialmente después del redescubrimiento de la versión ahora en Cleveland en 1974. Desde 2011 el antiguo ejemplar de Back-Vega ha sido nuevamente atribuido a Caravaggio como una segunda versión. Los otros dos ejemplos son copias no discutidas: una (232.5 x 160 cm) en el Museo de Santa Cruz, Toledo (España), descubierta por Roberto Longhi en 1920, que estuvo muy arruinada durante la Guerra Civil Española y cuyo autor es incierto; la otra (209 x1 51.5 cm) en el Musée des Beaux-Arts de Dijon (Francia) atribuido durante mucho tiempo a Abraham Vinck y considerado como pintado por Louis Finson desde 2011. Esta versión específica fue dada primero a Caravaggio por Benedict Nicolson en 1974.